# Madeleine Frieden-Kinnen
Madeleine Frieden-Kinnen, född 1915, död 1999, var en luxemburgsk politiker.
Hon var vice familje-, ungdoms-, social solidaritet- hälso, och kulturminister, 1967-69, och minister för samma områden 1969-72. Hon var sitt lands första kvinnliga minister. 